# Jeremy Wariner
Jeremy Wariner (Irving, Texas; 31 de enero de 1984) es un atleta estadounidense especialista en los 400 m llanos.
En 2002 fue 4.º en los Campeonatos junior de Estados Unidos en los 400 m y su mejor marca ese año fue de 46,10 s .
En 2003 se proclamó campeón junior de Estados Unidos. Su mejor marca del año fue 45,13, una buena marca pero que estaba muy lejos de las mejores del mundo.
Su progresión fue sorprendente y meteórica en 2004. Ya en el invierno se proclamó campeón universitario indoor, pero en el verano su trayectoria fue imparable: campeón universitario al aire libre en Austin (44,71), campeón en los trials de selección para los Juegos Olímpicos de Atenas 2004 en Sacramento (44,37), y finalmente, campeón olímpico en Atenas con 44,00, la mejor marca mundial del año, y la mejor marca mundial desde la retirada de Michael Johnson en 2000. Era el primer blanco en ganar el oro en esta prueba desde Viktor Markin en Moscú '80, aunque en esta olimpiada no participaron los Estados Unidos por el boicot a la URSS.
Además ganó una segunda medalla de oro con el equipo de Estados Unidos en relevos 4 x 400 metros corriendo la tercera posta. El equipo lo integraban además Otis Harris, Derrick Brew y Darold Williamson.
En 2005, ya convertido en una de las principales estrellas del atletismo mundial, continuó con su senda de triunfos. Se proclamó por primera vez campeón de Estados Unidos con 44,20 y luego en los Campeonatos Mundiales de Helsinki obtuvo la medalla de oro con un nuevo récord personal de 43,93. Con esto se colocaba 7.º en el ranking de todos los tiempos, y además se convertía en el primer hombre blanco en bajar la barrera de los 44 s en esta prueba. 
Al igual que en Atenas, ganó también el oro en los relevos 4 x 400 m, aunque ahora haciendo la última posta, y acompañado por Andrew Rock, Derrick Brew y Darold Williamson. Fue una de las grandes estrellas de estos campeonatos.
En 2006 comenzó el año con fuerza. El 11 de febrero un equipo formado por Kerron Clement, Wallace Spearmon, Darold Williamson y el propio  Wariner batió en Fayetteville, Arkansas, el récord mundial indoor de relevos 4 x 400 m con 3:01,96.
El 14 de julio, en la Golden Gala de Roma, se impuso con un tiempo de 43,62 s, nuevo récord personal y cuarto corredor más rápido de todos los tiempos. Además, en septiembre completó en Berlín la Golden League, al ganar las seis pruebas de las que consta, compartiendo así el premio con Asafa Powell (100 m) y Sanya Richards (400 m, categoría femenina).
El 7 de agosto de 2007 Wariner volvió a superarse venciendo en el Grand Prix de Estocolmo los 400 m con un crono de 43.50 s siendo el tercer corredor más rápido de todos los tiempos (empatado con Quincy Watts, campeón olímpico de Barcelona 92)
Ya en los Campeonatos Mundiales de Osaka de 2007 Wariner partía como gran favorito para la prueba de 400 metros y revalidó su oro de Helsinki deteniendo el crono en 43´45 configurando un podio 100% estadounidense. (2.º LaShawn Merritt(43´96), 3.º Angelo Taylor(44´32)) 
Este registro de 43´45 convierte a Jeremy Wariner en el tercer corredor más rápido de la historia en 400 metros pero no es la tercera mejor marca ya que Michael Johnson; aparte de correr en 43´18 s, también consiguió un registro de 43.38 en los Mundiales de Gotemburgo 1995 y 43.44 en los Trials preolímpicos de Atlanta, en 1996.
Aparte de la prueba de 400 metros lisos también consiguió la medalla dorada en la prueba de relevos corriendo en la cuarta posición tras LaShawn Merritt, Angelo Taylor y Darold Williamson junto con los que consiguieron una marca de 2 min 55 s 56/100, a más de un segundo de la plusmarca de 2:54:20.
En el año 2008 no tuvo una gran temporada, haciendo 43.82 en Zürich el día 29 de agosto, siendo la segunda mejor marca del año, tras LaShawn Merritt. También compitió en los Juegos Olímpicos de Pekín consiguiendo la medalla de plata en los 400 metros con un registro de 44.74 s, lejos de los 43.75 logrados por Merritt. En estos mismos juegos gana junto con LaShawn Merritt, Angelo Taylor y David Neville el relevo de los 4 x 400 con un tiempo de 2:55.39. Para el año 2010 fue uno de los ganadores de la IAAF Diamond League.
Actualmente vive en Grand Prairie, Texas. Su entrenador es Clyde Hart, y el plusmarquista mundial retirado Michael Johnson es su agente. Sus amigos le conocen por el sobrenombre de "Pookie".

## Progresión en los 200 y 400 m
| Año  | 200 m | Lugar             | 400 m | Lugar            |
| ---- | ----- | ----------------- | ----- | ---------------- |
| 2002 | 20,41 | Lubbock (TX)      | 45,57 | Lubbock (TX)     |
| 2003 | 20,78 | Austin (TX)       | 45,13 | Tempe (AZ)       |
| 2004 | 20,59 | Houston (TX)      | 44,00 | Atenas (JJ. OO.) |
| 2005 |       |                   | 43,93 | Helsinki         |
| 2006 | 20,19 | Carson (CA)       | 43,62 | Roma             |
| 2007 | 20,35 | Indianápolis (IN) | 43,45 | Osaka            |
| 2008 | 20,37 | Arlington (TX)    | 43,82 | Zúrich           |